# Song for My Lady
| Recensione | Giudizio |
| ---------- | -------- |
| AllMusic   |          |

Song for My Lady è un album del pianista jazz statunitense McCoy Tyner, pubblicato dall'etichetta discografica Milestone Records nel 1973.

## Tracce

### LP
Lato A
1. Native Song – 12:56 (musica: McCoy Tyner) – Registrato il 6 settembre 1972
2. The Night Has a Thousand Eyes – 8:08 (testo: Buddy Bernier – musica: Jerry Brainin) – Registrato il 27 novembre 1972

Lato B
1. Song for My Lady – 7:31 (musica: McCoy Tyner) – Registrato il 27 novembre 1972
2. A Silent Tear – 4:25 (musica: McCoy Tyner) – Registrato il 27 novembre 1972
3. Essence – 11:15 (musica: McCoy Tyner) – Registrato il 6 settembre 1972

## Musicisti
Native Song / The Night Has a Thousand Eyes
- McCoy Tyner – pianoforte, percussioni
- Sonny Fortune – flauto, sassofono soprano, sassofono alto
- Charles Tolliver – flicorno
- Michael White – violino
- Calvin Hill – contrabbasso
- Alphonse Mouzon – batteria
- Mtume – congas, percussioni

Song for My Lady / Essence
- McCoy Tyner – pianoforte, percussioni
- Sonny Fortune – sassofono alto, sassofono soprano
- Calvin Hill – contrabbasso
- Alphonse Mouzon – batteria

A Silent Tear
- McCoy Tyner – pianoforte solo

Note aggiuntive
- Orrin Keepnews – produttore
- Registrazioni effettuate il 6 settembre e 27 novembre 1972 al Mercury Sound Studios, New York City, New York (Stati Uniti)
- Elvin Campbell – ingegnere delle registrazioni [2]